# گالونگ، نیو ساوت ولز
گالونگ (به انگلیسی: Galong) یک شهرک در استرالیا است که در نیو ساوت ولز واقع شده‌است.